# Croisilles (Calvados)
Pour les articles homonymes, voir Croisilles.
Croisilles est une commune française, située dans le département du Calvados en région Normandie, peuplée de 646 habitants.

## Géographie
Croisilles est située à 3 km au nord-ouest de Thury-Harcourt, dont elle est limitrophe. Le bourg est en retrait à l'ouest de la route départementale 562 en direction de Caen et la commune est bordée à l'ouest par l'Orne qu'elle surplombe. Elle est dans le pays de la Suisse normande, et fait d'ailleurs partie de la communauté de communes de la Suisse Normande.
| Ouffières      | Les Moutiers-en-Cinglais | Les Moutiers-en-Cinglais |
| Curcy-sur-Orne | Croisilles               | Espins                   |
| Thury-Harcourt | Esson                    | Placy                    |

### Hydrographie
La commune est située dans le bassin Seine-Normandie. Elle est drainée par l'Orne, le ruisseau de Traspy, le fossé 01 des Valettes, le fossé 01 du Val Bourdon, le fossé 01 de Courmeron, le ruisseau des Trois Cours, le fossé 02 de la Moissonnière et un autre petit cours d'eau,.
L'Orne, d'une longueur de 170 km, prend sa source dans la commune d'Aunou-sur-Orne et se jette  dans l'embouchure de l'Orne à Merville-Franceville-Plage, après avoir traversé 60 communes. Les caractéristiques hydrologiques de l'Orne sont données par la station hydrologique située sur la commune de Thury-Harcourt-le-Hom. Le débit moyen mensuel est de 21,2 m3/s. Le débit moyen journalier maximum est de 370 m3/s, atteint lors de la crue du 26 janvier 1995. Le débit instantané maximal est quant à lui de 423 m3/s, atteint le 6 janvier 2001.

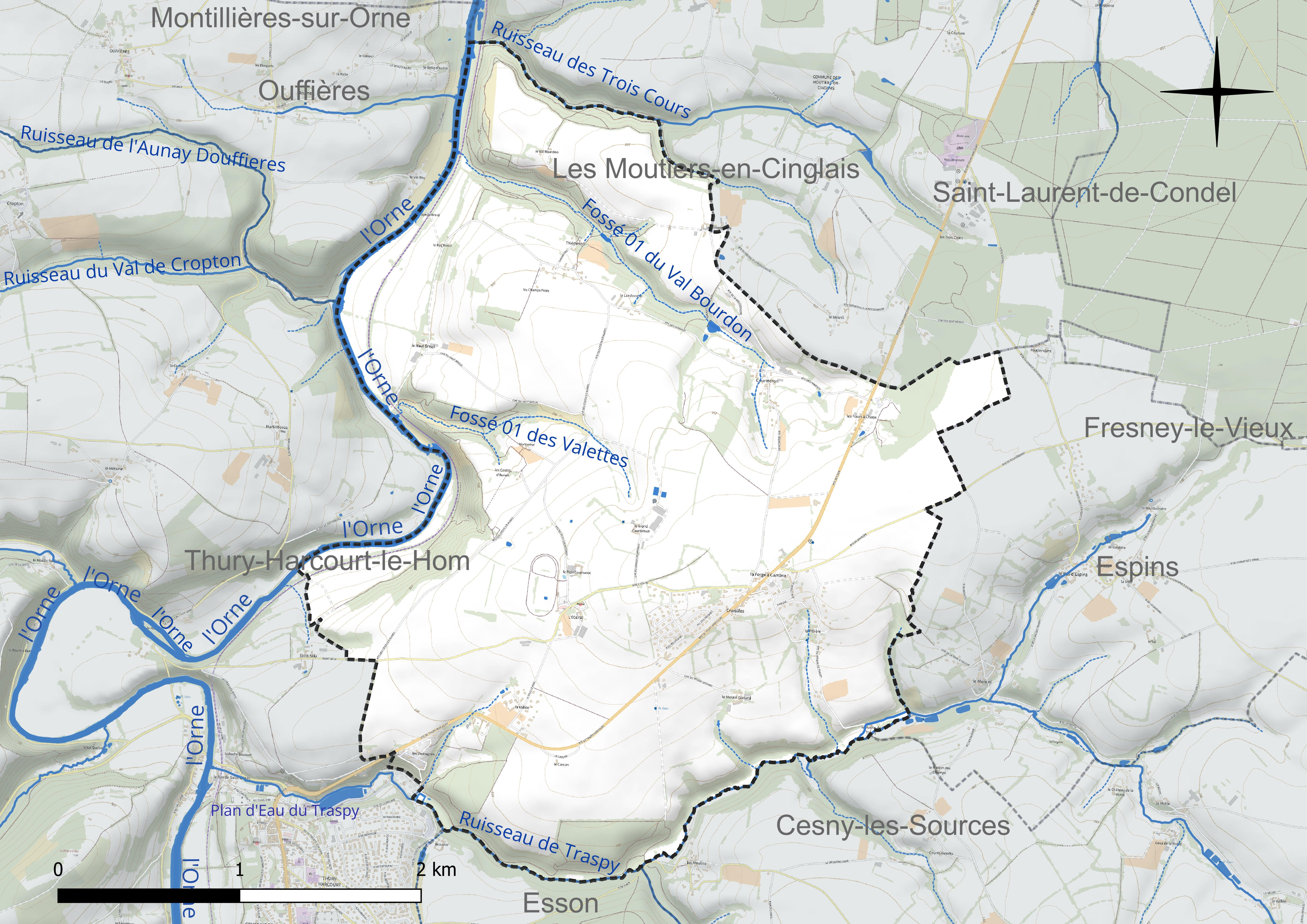
Réseau hydrographique de Croisilles.

### Climat
Pour des articles plus généraux, voir Climat de la Normandie et Climat du Calvados.
En 2010, le climat de la commune est de type climat océanique franc, selon une étude du CNRS s'appuyant sur une série de données couvrant la période 1971-2000. En 2020, Météo-France publie une typologie des climats de la France métropolitaine dans laquelle la commune est exposée à un climat océanique et est dans la région climatique  Normandie (Cotentin, Orne), caractérisée par une pluviométrie relativement élevée (850 mm/a) et un été frais (15,5 °C) et venté. Parallèlement le GIEC normand, un groupe régional d'experts sur le climat, différencie quant à lui, dans une étude de 2020, trois grands types de climats pour la région Normandie, nuancés à une échelle plus fine par les facteurs géographiques locaux. La commune est, selon ce zonage, exposée à un « climat contrasté des collines », correspondant au Bocage normand, bien arrosé, voire très arrosé sur les reliefs les plus exposés au flux d'ouest, et frais en raison de l'altitude.
Pour la période 1971-2000, la température annuelle moyenne est de 10,3 °C, avec  une amplitude thermique annuelle de 12,4 °C. Le cumul annuel moyen de précipitations est de 853 mm, avec 13,3 jours de précipitations en janvier et 8,1 jours en juillet. Pour la période 1991-2020, la température moyenne annuelle observée sur la station météorologique la plus proche, située sur la commune de Fresney-le-Vieux à 5 km à vol d'oiseau, est de 10,8 °C et le cumul annuel moyen de précipitations est de 826,3 mm,. Pour l'avenir, les paramètres climatiques de la commune estimés pour 2050 selon différents scénarios d'émission de gaz à effet de serre sont consultables sur un site dédié publié par Météo-France en novembre 2022.

## Urbanisme

### Typologie
Au 1er janvier 2024, Croisilles est catégorisée commune rurale à habitat dispersé, selon la nouvelle grille communale de densité à 7 niveaux définie par l'Insee en 2022.
Elle est située hors unité urbaine. Par ailleurs la commune fait partie de l'aire d'attraction de Caen, dont elle est une commune de la couronne,. Cette aire, qui regroupe 296 communes, est catégorisée dans les aires de 200 000 à moins de 700 000 habitants,.

### Occupation des sols
L'occupation des sols de la commune, telle qu'elle ressort de la base de données européenne d'occupation biophysique des sols Corine Land Cover (CLC), est marquée par l'importance des territoires agricoles (82,5 % en 2018), en diminution par rapport à 1990 (86,7 %). La répartition détaillée en 2018 est la suivante : 
terres arables (44,2 %), prairies (34,3 %), forêts (14 %), zones agricoles hétérogènes (4 %), zones urbanisées (3,5 %). L'évolution de l'occupation des sols de la commune et de ses infrastructures peut être observée sur les différentes représentations cartographiques du territoire : la carte de Cassini (XVIIIe siècle), la carte d'état-major (1820-1866) et les cartes ou photos aériennes de l'IGN pour la période actuelle (1950 à aujourd'hui).

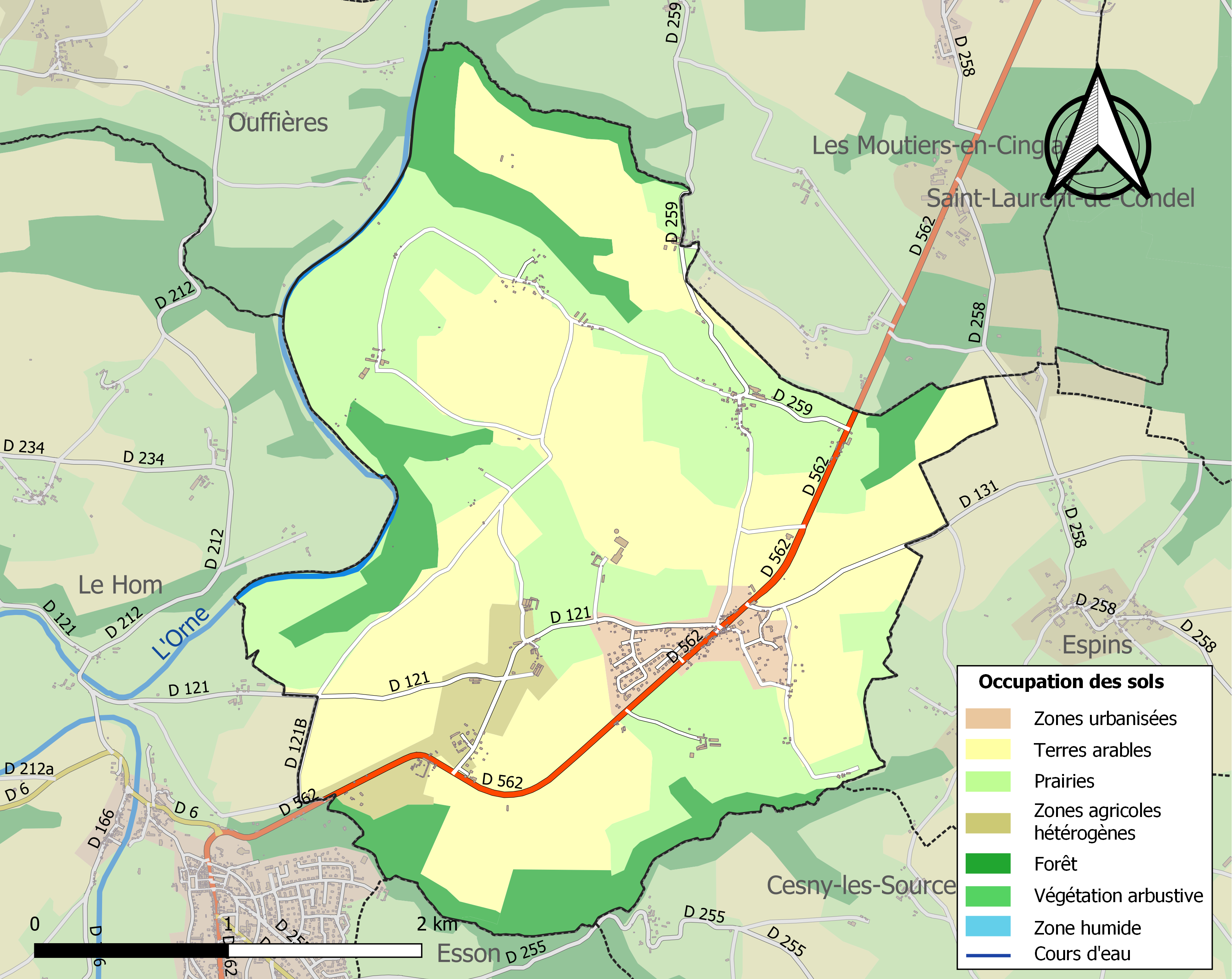
Carte des infrastructures et de l'occupation des sols de la commune en 2018 (CLC).

## Toponymie
Le nom de la localité est attesté sous la forme Crosilles en 1208, de l'oïl croisille « petite croix », au pluriel.
Le gentilé est Croisillais.

## Histoire
Par décret du 11 janvier 1950, une partie de la commune de Croisilles est rattachée à Thury-Harcourt. La partie actuelle de cette commune en rive droite du ruisseau de Traspy est concernée. Sont ainsi détachés de Croisilles la boucle du Hom, le hameau de la Longue-Raie, le hameau de Saint-Silly, le quartier de la Roche-Bouquet (ancien hameau de la Queue du Renard).

## Politique et administration
| Période                                  | Période      | Identité           | Étiquette | Qualité                |
| ---------------------------------------- | ------------ | ------------------ | --------- | ---------------------- |
| juin 1995                                | juillet 2011 | Joseph Pitel       | SE        | Retraité (agriculture) |
| 2011                                     | mai 2020     | Annick Lecousin    |           |                        |
| mai 2020                                 | En cours     | Élisabeth Mailloux | SE        |                        |
| Les données manquantes sont à compléter. |              |                    |           |                        |

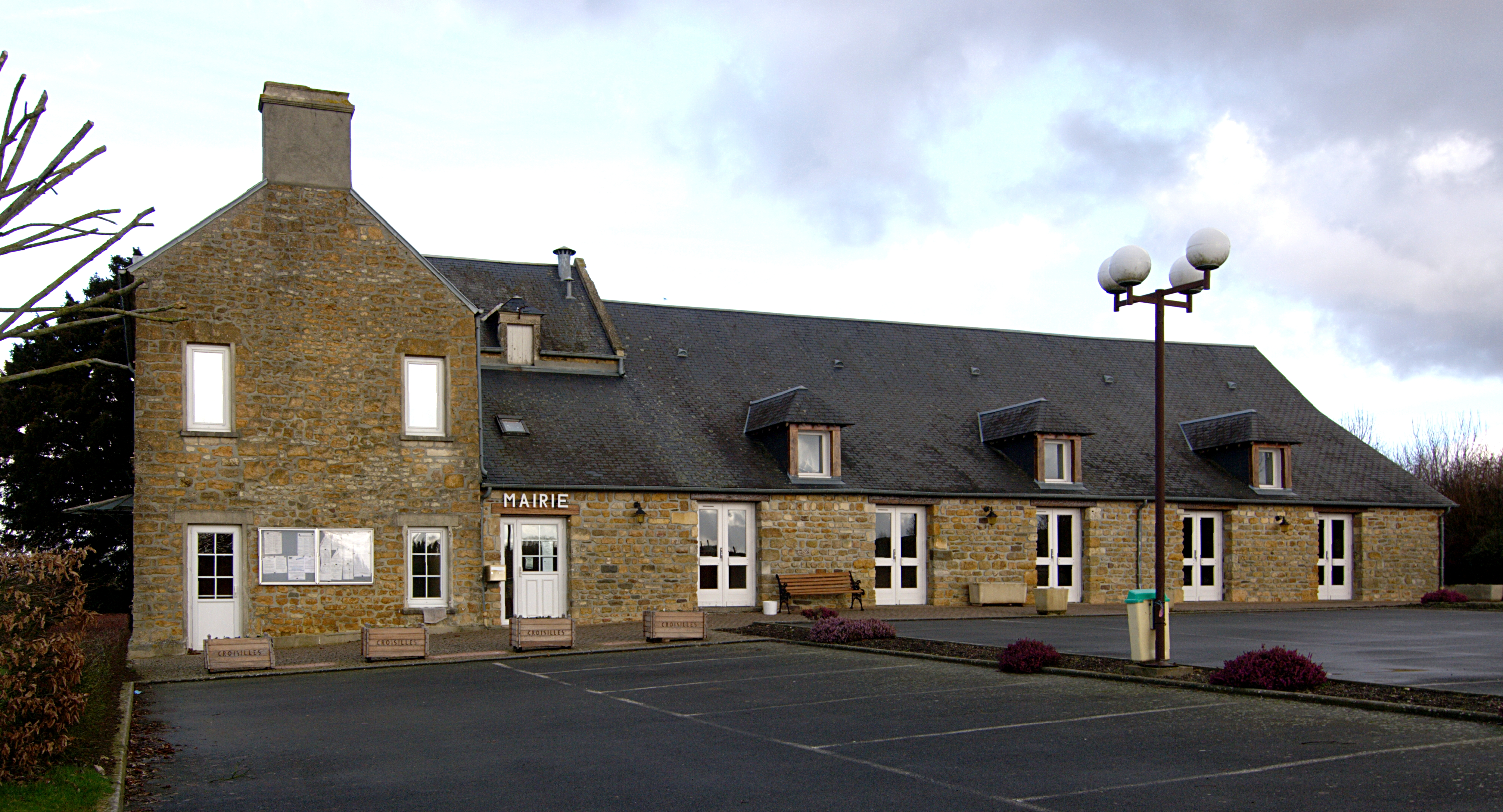
La mairie.

Le conseil municipal est composé de quinze membres dont le maire et trois adjoints.

## Démographie
L'évolution du nombre d'habitants est connue à travers les recensements de la population effectués dans la commune depuis 1793. Pour les communes de moins de 10 000 habitants, une enquête de recensement portant sur toute la population est réalisée tous les cinq ans, les populations de référence des années intermédiaires étant quant à elles estimées par interpolation ou extrapolation. Pour la commune, le premier recensement exhaustif entrant dans le cadre du nouveau dispositif a été réalisé en 2007.
En 2022, la commune comptait 646 habitants, en évolution de +0,31 % par rapport à 2016 (Calvados : +1,58 %, France hors Mayotte : +2,11 %).
Croisilles a compté jusqu'à 727 habitants en 1851.
| 1793 | 1800 | 1806 | 1821 | 1831 | 1836 | 1841 | 1846 | 1851 |
| ---- | ---- | ---- | ---- | ---- | ---- | ---- | ---- | ---- |
| 589  | 560  | 650  | 702  | 700  | 670  | 697  | 699  | 727  |

| 1856 | 1861 | 1866 | 1872 | 1876 | 1881 | 1886 | 1891 | 1896 |
| ---- | ---- | ---- | ---- | ---- | ---- | ---- | ---- | ---- |
| 704  | 672  | 666  | 640  | 593  | 578  | 592  | 572  | 524  |

| 1901 | 1906 | 1911 | 1921 | 1926 | 1931 | 1936 | 1946 | 1954 |
| ---- | ---- | ---- | ---- | ---- | ---- | ---- | ---- | ---- |
| 506  | 509  | 457  | 365  | 375  | 352  | 378  | 410  | 291  |

| 1962 | 1968 | 1975 | 1982 | 1990 | 1999 | 2006 | 2007 | 2012 |
| ---- | ---- | ---- | ---- | ---- | ---- | ---- | ---- | ---- |
| 303  | 279  | 318  | 324  | 393  | 404  | 462  | 469  | 583  |

| 2017 | 2022 | - | - | - | - | - | - | - |
| ---- | ---- | - | - | - | - | - | - | - |
| 646  | 646  | - | - | - | - | - | - | - |

## Lieux et monuments
- Église Saint-Martin du XIIIe siècle, classée au titre des monuments historiques[34], avec variante octogonale du clocher à dôme à impériale.
- Manoir du Breuil des XVe et XVIe siècles.
- Manoir de la Moissonnière du XVe siècle, agrandi au XVIIe siècle. La demeure est située à 3 km au nord-est du bourg, à l'est de la RD 259, entre les hameaux de la Bagotière et du Mesnil. Elle se présente sous la forme d'un logis rectangulaire flanqué sur l'un des grands côtés d'une haute tourelle carrée[35].
- Vestiges d'une motte féodale[36].
- Lavoir de la Pillière.
- Moulin à eau sur la place du Major-Barrass.
- Calvaire sur la route départementale 562.

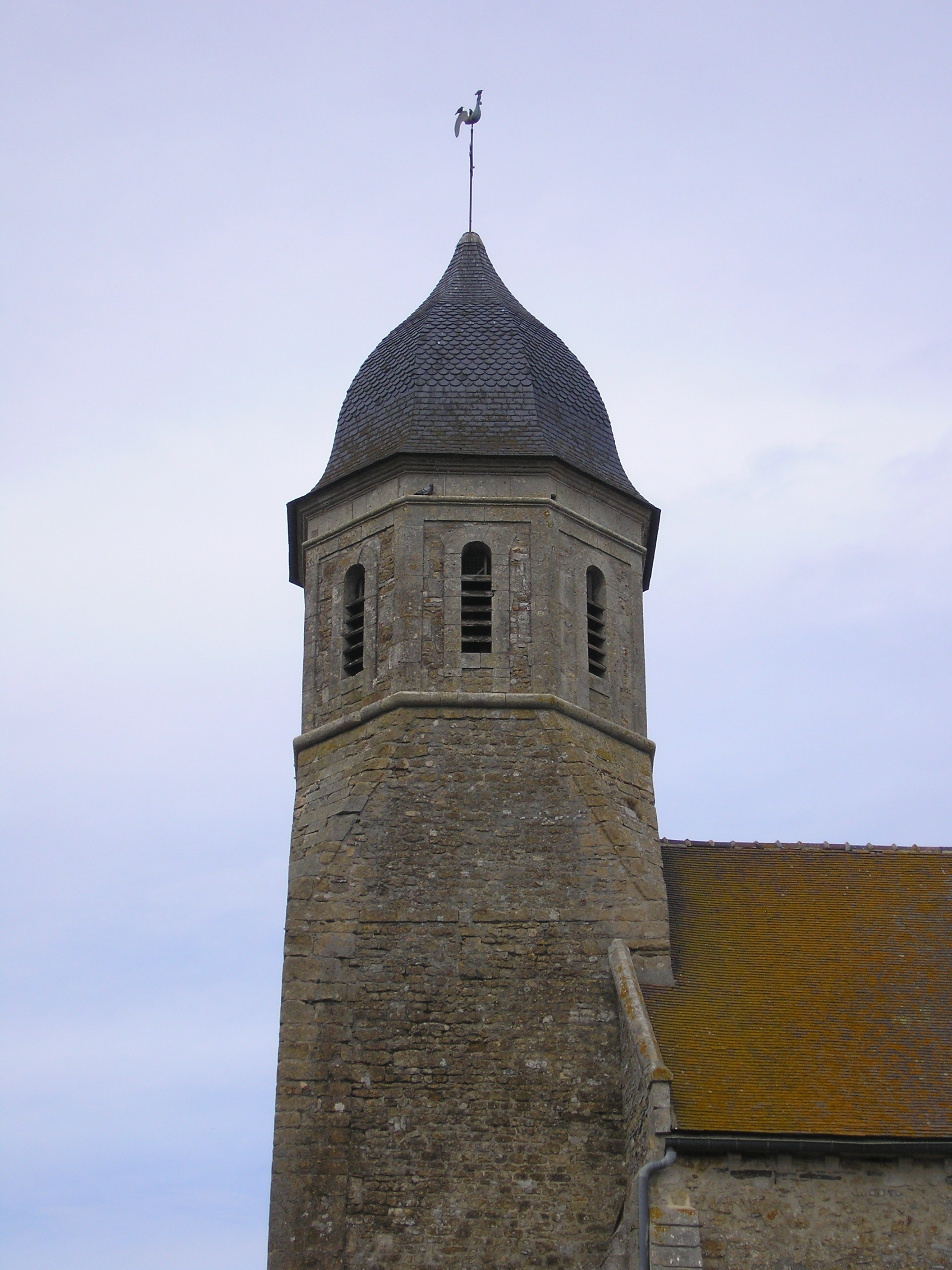
Le clocher de l'église Saint-Martin.
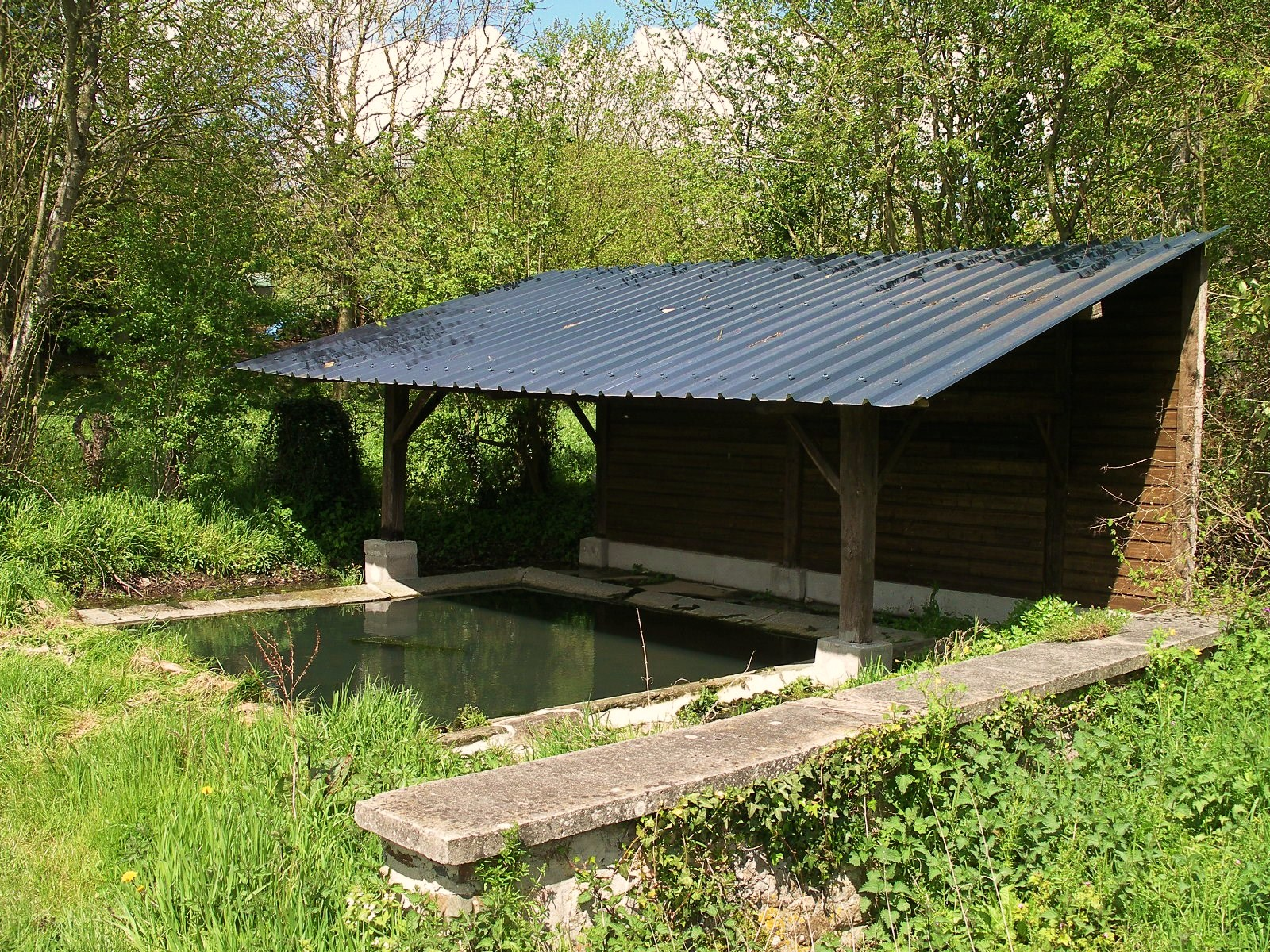
Le lavoir.